# Tervo
Tervo [ˈterʋo] ist eine finnische Gemeinde.
Sie liegt in der Landschaft Nordsavo rund 58 Kilometer von Kuopio und 420 Kilometer von Helsinki entfernt.
In der Gemeinde wird nur Finnisch gesprochen.

## Politik

### Gemeinderat
Wie in den meisten ländlichen Gegenden Finnlands ist in Tervo die bäuerlich-liberale Zentrumspartei die stärkste Partei. Im Gemeinderat erreichte sie bei der Kommunalwahl 2017 mit knapp 57 % der Stimmen und zehn von 17 Abgeordneten die absolute Mehrheit. Die konservative Nationale Sammlungspartei stellt drei Abgeordnete. Die Sozialdemokraten und die rechtspopulistischen Wahren Finnen sind mit je zwei Sitzen im Gemeinderat vertreten.
| Partei                    | Wahlergebnis 2017 | Sitze   |
| ------------------------- | ----------------- | ------- |
| Zentrumspartei            | 57,8 % (+7,5)     | 10 (+1) |
| Nationale Sammlungspartei | 16,6 % (+3,0)     | 3 (+1)  |
| Wahre Finnen              | 14,3 % (−8,6)     | 2 (−2)  |
| Sozialdemokraten          | 11,2 % (+0,1)     | 2 (±0)  |

### Städtepartnerschaften
Tervo unterhält seit 1945 eine Städtepartnerschaft mit Hurdal in Norwegen, seit 1989 auch mit Rajon Prioneschsk in Russland.

## Söhne und Töchter
- Sinikka Kukkonen (1947–2016), Orientierungs- und Ski-Orientierungsläuferin
- Sirpa Kukkonen (* 1958), Ski-Orientierungsläuferin
- Marco Hietala (* 1966), Bassist und Sänger der finnischen Metal-Bands Nightwish und Tarot